# لجان بحوث المزارعين
لجان بحوث المزارعين (المعروفة أيضًا بلجان البحوث الزراعية المحلية في أمريكا اللاتينية) هي عبارة عن نهج مُتبع في تنظيم المجتمع والإرشاد الزراعي، يعمل على تزويد المجتمعات الريفية ومنظمات المزارعين في الدول النامية بالأبحاث التطبيقية وخدمات اختبار التقنيات التي يديرها المزارعون المتطوعون. يُستخدم هذا النهج الابتكاري الزراعي في تنمية المجتمعات الريفية والدولية وتعزيز تبني التقنيات الملائمة وتطوير الزراعة المستدامة. وينطوي على التعاون وصنع القرار المشترك بين وكلاء الإرشاد والمزارعين والباحثين لتطوير نهج زراعي محلي وتسريع تبنيه. تنتج لجان بحوث المزارعين مجموعة واسعة من المنافع، وتندرج عمومًا تحت مظلة التمكين، وتتضمن تلك الفوائد زيادة تقدير الذات وفاعلية المزارعين في التنظيم والتفاوض مع مزودي خدمات التوعية والمدخلات الزراعية وممثلي الأسواق والبنوك والسياسيين.
تضطلع لجان البحوث الدراسية بتجارب الأبحاث التطبيقية لمساعدة المزارعين في إدارة المخاطر الناجمة عن تجربة شيء جديد لم يتم التحقق منه في ظل الظروف المحلية. عملت العديد من لجان بحوث المزارعين في أمريكا اللاتينية بفعالية، وخاصة في تقييم الأصناف الجديدة وبذور التكاثر واختيارها، والهدف من ذلك هو تمكين أكبر عدد من المزارعين من الوصول إلى الأصناف الجديدة بتكلفة منخفضة، فضلًا عن تعزيز أمنهم الغذائي واستحداث العمالة وزيادة دخل العاملين. وعلى مقياس أقل، عملت لجات بحوث المزارعين في أنظمة الآليات الصغيرة أو الأسمدة أو مكافحة الأمراض والآفات، ما أتاح تبني الوسائل ذات الكلفة الفعالة التي يثق بها المزارعون. قد تلعب لجان بحوث المزارعين دورًا مهمًا في تكيف المجتمعات الريفية مع الزراعة وتغير المناخ والعولمة، لأنها تعمل على زيادة مستوى ابتكار المجتمع وقدرته على التكيف عبر تعزيز رأس المال الاجتماعي والبشري.
تهدف مدارس المزارعين الميدانية إلى تقديم توصيات مبرهنة للمزارعين عبر أسلوب التجريب والاستكشاف للتعلم، وبعكسها تعمد لجان بحوث المزارعين لاستحداث توصيات جديدة، وفيها تكون النتائج عبارة عن مزيج عصري بين ما هو معروف سابقًا وما كان مجهولًا، فتستقطب تقنية الإدراك الفطري والمصادر الخارجية. تعمل لجان بحوث المزارعين على نحو وثيق وبالتكامل مع مدارس المزارعين كما هو مذكور في التفاصيل أدناه.

## التكاليف
تمثل معظم تكاليف إطلاق لجنة لبحوث المزارعين استثمارًا لمرة واحدة، ويُنفق خلال السنة الأولى من أجل التدريب، بالإضافة إلى مبلغ صغير لتمويل العملية التشغيلية.
- تدريب الوسيط: يهدف هذا التدريب إلى تأهيل المزارعين المحترفين وغير المحترفين، ويتضمن دورات ميدانية لفترة خمس أيام يتبعها زيارات لمدربين لتعزيز العملية التدريبية. في أمريكا اللاتينية، يستخدم المدربون الهواتف النقالة والإنترنت لإرشاد طلابهم. ويتواجد العديد من المهنيين ذوي الخبرة من لجان بحوث المزارعين في أمريكا اللاتينية.[3]
- يتضمن تدريب لجان بحوث المزارعين التعلم بالممارسة: في جلسة التخطيط الأولى (تكون مدتها عادة 4-6 أشهر في المناطق الاستوائية) يُرشد الوسيط اللجنة عن طريق عملية ذات ست خطوات. وفي الجلسة الثانية، يقل عدد زيارات الوسيط بشكل ملحوظ وتقل التكلفة بنسبة 50%. وبحلول الجلسة الثالثة، تكون اللجنة جاهزة لإدارة عملياتها بأقل تواصل مع الوسيط. توجد في أمريكا اللاتينية بعض اللجان الناضجة التي تدير شؤونها بهذه الطريقة منذ أكثر من خمسة أعوام.[4]
- في أمريكا اللاتينية، يتراوح التمويل الأولي لتشغيل اللجنة بين 25 و200 دولار أمريكي نقدًا أو عينيًا، اعتمادًا على تكلفة المدخلات التجريبية غير المتوفرة محليًا. قُدّرت التكلفة السنوية لإدارة اللجنة بـ325 دولارًا لمدة ستة أعوام في أواخر تسعينيات القرن الماضي. وأُسست نحو 50% من 200 لجنة لبحوث المزارعين في أمريكا اللاتينية بحلول عام 2003، وحافظت 50% منها على حجم التمويل أو زادته، في بعض الحالات عن طريق بيع بذور الأصناف الجديدة المُوصى بها، وفي حالات أخرى عن طريق المساهمات المحلية.[5]

تستدعي لجان بحوث المزارعين تواصلًا دائمًا وحيويًا مع مصادر المعلومات والتقنيات الخارجية لتستمر في تقديم الابتكارات لتجاربها. ويمكن التواصل عن طريق الهواتف النقالة إن كانت التغطية متوفرة، ما يساعد في تقليل التكلفة في ما بعد. يمكن للوسيط تقديم الدعم إلى 50 لجنة بحوث مزارعين، اعتمادًا على المسافات بينها وتوافر الهواتف النقالة.

## الوظيفة
يمكن لأي مجموعة أو منظمات عميلة ترغب بتجربة وتطبيق التقنيات الزراعية أن تنتخب لجنة بحوث المزارعين، مثل مجتمع أو مجموعة ريفية ذاتية المساعدة أو جمعية إنتاجية أو تعاونية. وتمكن اللجنة المزارعين من التعبير عن مطالبهم بأحدث التقنيات، وتشاركهم أيضًا في وضع أولويات الاختبار المحلي، بالإضافة إلى تصميم التقنيات الملائمة وتقييمها ونشرها. تخضع اللجنة للمساءلة لأنها لجنة منتخبة، فتتيح استبدال الأعضاء، وتقدم التقارير والنتائج بانتظام، والتي تضم كيفية استخدام التمويل لعملائها، ما يضمن استخدام التقنيات الموصى بها فقط.

### التشكيل
من عوامل النجاح الحاسمة التحفيز الملائم لمجموعات العملاء وانتخاب أعضاء اللجنة. كما هو الحال في عمليات تشكيل المجموعات في المجتمعات الريفية، فإن لجان البحوث الزراعية معرضة لأن يحتلها النخبة، وذلك ما لم تُتخذ التدابير الوقائية لضمان تمثيل مجموعة متجانسة ومنطقية من المصالح في مجال التوصيات الزراعية البيئية المشتركة. وقد تضم الجنة عددًا قليلًا من الأعضاء كأربعة أو أكثر من ذلك وحتى أربعين عضوًا، اعتمادًا على المحتوى السياق الاجتماعي الثقافي. ويمكن استبدال الأعضاء الذين لا يبذلون الجهد أو الوقت الذي يعتبره المجتمع أو العميل ضروريًا.
يمكن المساعدة في تخطيط لجان البحوث عبر دمج نظام المعلومات الجغرافية مع عملية تصنيف الثروة؛ وهي أداة للتقييم الريفي، ويجب أن يحتوي النظام على لجنة واحدة لبحوث المزارعين لكل مجال من التوصيات، وينبغي تنظيم التواصل المستمر بين اللجان لتبادل النتائج.

### التشخيص والتخطيط
تنظم اللجنة عملية تخطيطية حال انتخابها، ويساهم فيها جميع عملائها لتحديد الأولوية المحلية لمواضيع البحث وتتضمن على سبيل المثال: فحص أصناف المحاصيل وأنظمة مكافحة الآفات والأسمدة واستراتيجيات تغذية المواشي وإنتاج منتجات جديدة وتسويقها أو ابتكار تقنيات بديلة لمكافحة تآكل التربة. ومن أبرز ميزات لجان البحوث سعيها لحل المشاكل المحلية المهمة في وقت لا توجد فيه معرفة متوفرة بسرعة أو مضمونة لكيفية حل تلك المشاكل. وتشتمل العملية التشخيصية على حوار اللجنة مع المزارعين الخبراء في مناطقهم المحلية، وزيارة محطات التجارب ومزودي المدخلات الزراعية ومكاتب الإرشاد. وفي نهاية عملية التشخيص، ينجح المزارعون بالعثور على حل للمشكلة أو بعض الحلول البديلة.

### الاختبار
في حال وجدت اللجنة التقنيات المُثبتة محليًا متاحة، تطالب المزارعين المتمرسين في التقنية مساعدة اللجنة في التدريب على مستوى المجتمع. وفي حال عدم تأكد اللجنة مما سيعمل محليًا، تعمل مع الوسيط أو عميل الإرشاد لتصميم تجربة تقارن بعض الحلول غير المثبتة. قد تأتي هذه الحلول من مصدر داخلي أو خارجي. تبدأ تجارب لجان بحوث المزارعين عادة ببعض العلاجات المقارنة بالممارسات المحلية المختبرة على مدى صغير. وبمرور الوقت، ينخفض عدد العلاجات ويزداد حجم المخططات التجريبية إلى أن تُثبت تقنية أو أكثر على الصعيد التجاري. وتتكرر تجارب اللجان وتُطبق في مزارع الأعضاء، وقد يطلب الأعضاء من المزارعين الانضمام في عملية الزراعة بهدف تقييم التجارب.
تُقيم تجارب لجان بحوث المزارعين عبر منهجية تقييم المزارعين للتقنيات (جيريرو وآشبي وجراسيا، 1993). وبإمكان المزارعين تطبيق المنهجية على عدد كبير أو قليل من المعالجات لاستحداث تصنيف نوعي بناءً على معاييرهم أو تقييمهم. ويسهل على المزارعين فهم التصنيف وتقديم تقاريرهم لعملاء اللجان. في الوقت ذاته، تتوفر مجموعة إحصائية من تحليل التصنيفات لاستخدام طاقم عمل الإرشاد الفني إن رغب بذلك.